# روچرز دو نای
روچرز دو نای (به لاتین: Rochers de Naye) یک کوه در سوئیس است که در کانتون وو واقع شده‌است. روچرز دو نای ۲٬۰۴۲ متر بالاتر از سطح دریا واقع شده‌است.